# Dublin (Teksas)
Dublin je grad u američkoj saveznoj državi Teksas. Prema popisu stanovništva iz 2010. u njemu je živjelo 3.654 stanovnika.